# AIセーフティ・インスティテュート
AIセーフティ・インスティテュート（AISI、英語: AI Safety Institute）とは、一般的に、最先端の人工知能（AI）モデル（フロンティアAIモデルとも呼ばれる）を評価し、その安全性を確保することを目的とした、国家によって支援される機関である。

## 解説
AIの安全性は、2023年に、特にAIの潜在的な存亡リスクに関する公開声明によって、顕著な注目を集めるようになった。2023年11月のAI安全性サミットにおいて、英国と米国はそれぞれ独自のAIセーフティ・インスティテュート（以下AISI）を設立した。日本は2024年2月14日にAISIを設立した。2024年5月のAIソウル・サミットでは、国際的なリーダーたちが、英国、米国、日本、フランス、ドイツ、イタリア、シンガポール、韓国、オーストラリア、カナダ、欧州連合の機関からなるAISIのネットワークを形成することに合意した。

## 年表
2023年、英国のリシ・スナク首相は、「英国を世界のAI安全規制の知的拠点だけでなく、地理的な拠点にする」という意向を表明し、AI安全性サミットの計画を発表した。彼は、AI企業が「自分たちの宿題に自分でマルをつける」ことはできないとして、独立した安全評価の必要性を強調した。2023年11月のサミットにおいて、英国のAISIはフロンティアAIタスクフォースの発展形として正式に設立され、米国のAISIはNISTの一部として設立された。日本はこれに続き、2024年2月にAISIを設立した。
ポリティコは2024年4月に、多くのAI企業が、評価のために、開発前の最先端のAIモデルへのアクセスを共有していないと報じた。Meta社のグローバル担当社長であるニック・クレッグは、多くのAI企業が、英国と米国のAISIが共通の評価ルールと手順を策定するのを待っていると述べた。実際、2024年4月に英国と米国の間で、少なくとも1つの共同安全テストで協力するという合意が締結された。当初ロンドンに設立された英国のAISIは、2024年5月に、多くのAI企業が拠点を置くサンフランシスコにオフィスを開設すると発表した。これは、英国のテクノロジー大臣ミシェル・ドネランによれば、「AIの安全性に関する新たな国際基準を設定する」計画の一環である。
2024年5月のAIソウル・サミットにおいて、欧州連合とその他の国々は、独自のAISIを設立し、国際的なネットワークを形成することに合意した。

## 各国の対応

### 英国
英国は2023年4月に、フロンティアAIタスクフォースと呼ばれる安全機関を設立し、初期予算として1億ポンドを計上した。2023年11月には、これが発展して英国のAISIとなり、イアン・ホガースが引き続きリーダーを務めている。AISIは、英国の科学・イノベーション・技術省の一部である。
英国のAI戦略は、安全性とイノベーションのバランスを目標としている。AI法を採択した欧州連合とは異なり、英国は早期の法制化に消極的である。それは、法制化によってセクターの成長が鈍化し、法律が技術の進歩によって時代遅れになる可能性があると考えているためである。
2024年5月、同機関は「Inspect」と呼ばれるAI安全ツールをオープンソース化した。これは、推論や自律性などのAIモデルの能力を評価するツールである。

### 米国
米国のAISIは、2023年11月にNISTの一部として設立された。これは、「人工知能の安全、安心、信頼できる開発と使用に関する大統領令」の署名の翌日であった。2024年2月、ジョー・バイデン前大統領の経済政策顧問であったエリザベス・ケリーが、その責任者に任命された。
2024年2月、米国政府は、Google、Anthropic、Microsoftなど200以上の組織を再編成し、米国AIセーフティ・インスティテュートコンソーシアム（AISIC）を設立した。
2024年3月には、1,000万ドルの予算が割り当てられた。これは、特に米国に多くのAI大企業が存在することを考えると、比較的小規模な投資であると、複数のオブザーバーが指摘した。AISIをホストするNIST自体も、慢性的な資金不足で知られている。バイデン政権による追加資金の要請は、議会の歳出委員によって更なる予算削減に見舞われた。